# Sigmactenus alticola
Sigmactenus alticola är en loppart som beskrevs av Hamilton Paul Traub 1954. Sigmactenus alticola ingår i släktet Sigmactenus och familjen smågnagarloppor.

## Underarter
Arten delas in i följande underarter:
- S. a. crassinavis
- S. a. pilosus